# Stenus erythropus
Stenus erythropus är en skalbaggsart som beskrevs av Melsheimer. Stenus erythropus ingår i släktet Stenus och familjen kortvingar. Inga underarter finns listade i Catalogue of Life.